# 葉麗雅
葉麗雅（英語： KC，1955年4月13日—），加拿大安大略省政治人物，安大略進步保守黨籍。
葉麗雅生於奧沙華，長於韋比市，畢業於西安大略大學社會科學院歷史系、法律學院。1980年獲認許為大律師。2006至2015年間任安大略省省議會議員，代表韋比—亞積士及韋比—奧沙華選區，其中2009至2015年間任安大略進步保守黨副領袖。2015年，在安大略進步保守黨領袖選舉中敗予前國會議員彭建邦，辭去省議會職務。同年獲時任安大略省衛生及長期護理廳長賀施金委任為該省首任病人申訴專員，2018年2月1日辭職。2018年6月7日，在安大略省大選中再次當選省議員，代表新市—奧羅拉選區。省长道格·福特委任她為安大略省副省長及衛生及長期護理廳長。任職期間設立安大略省衛生局，並監督該省的2019冠狀病毒病疫情應對工作。2022年3月4日，宣布不參加2022年安大略省大选。
其夫為費拉逖，曾任安大略省財政廳長、加拿大財政部長。兩人育有三子，為三胞胎，於1991年出生。

## 外部連結
- Profile at the Legislative Assembly of Ontario